# 東経4度線
東経4度線（とうけい4どせん）は、本初子午線面から東へ4度の角度を成す経線である。北極点から北極海、大西洋、ヨーロッパ、地中海、アフリカ、南極海、南極大陸を通過して南極点までを結ぶ。
東経4度線は、西経176度線と共に大円を形成する。

## 通過する地域一覧
東経4度線は、北極点から南極点まで南に向かって以下の場所を通っている。
| 地理座標                                           | 国土・領土・領海 | 備考 |
| -------------------------------------------------- | ---------------- | --- |
| 北緯90度0分 東経4度0分 / 北緯90.000度 東経4.000度  | 北極海           | |
| 北緯81度25分 東経4度0分 / 北緯81.417度 東経4.000度 | 大西洋           | |
| 北緯61度0分 東経4度0分 / 北緯61.000度 東経4.000度  | 北海             | |
| 北緯51度50分 東経4度0分 / 北緯51.833度 東経4.000度 | オランダ         | フレー・オーファーフラケー島（英語版）、サーウンダイヴァラント島（英語版） トレーン半島（英語版）、ザイト・ベフェラント半島（英語版） ゼーウス・フラーンデレン（英語版）                      |
| 北緯51度14分 東経4度0分 / 北緯51.233度 東経4.000度 | ベルギー         | |
| 北緯50度21分 東経4度0分 / 北緯50.350度 東経4.000度 | フランス         | ノール＝パ・ド・カレー地域圏 ピカルディ地域圏 シャンパーニュ＝アルデンヌ地域圏 ブルゴーニュ地域圏 ローヌ＝アルプ地域圏 オーヴェルニュ地域圏 ローヌ＝アルプ地域圏 ラングドック＝ルシヨン地域圏 |
| 北緯43度33分 東経4度0分 / 北緯43.550度 東経4.000度 | 地中海           | |
| 北緯40度4分 東経4度0分 / 北緯40.067度 東経4.000度  | スペイン         | メノルカ島 - バレアレス諸島州 |
| 北緯39度55分 東経4度0分 / 北緯39.917度 東経4.000度 | 地中海           | |
| 北緯36度54分 東経4度0分 / 北緯36.900度 東経4.000度 | アルジェリア     | |
| 北緯19度5分 東経4度0分 / 北緯19.083度 東経4.000度  | マリ             | |
| 北緯16度6分 東経4度0分 / 北緯16.100度 東経4.000度  | ニジェール       | 約8km |
| 北緯16度1分 東経4度0分 / 北緯16.017度 東経4.000度  | マリ             | 約5km |
| 北緯15度59分 東経4度0分 / 北緯15.983度 東経4.000度 | ニジェール       | |
| 北緯12度51分 東経4度0分 / 北緯12.850度 東経4.000度 | ナイジェリア     | |
| 北緯6度25分 東経4度0分 / 北緯6.417度 東経4.000度   | 大西洋           | |
| 南緯60度0分 東経4度0分 / 南緯60.000度 東経4.000度  | 大西洋           | |
| 南緯70度3分 東経4度0分 / 南緯70.050度 東経4.000度  | 南極大陸         | ドローニング・モード・ランド（ ノルウェーが領有権を主張） |